# District de la Barthe
Le district de la Barthe est une ancienne division territoriale française du département des Hautes-Pyrénées de 1790 à 1795.

## Création
Le 4 février 1790, l'Assemblée nationale constituante décréta, sur le rapport de Pierre-François Gossin, que : « — 1° Le département du Bigorre, dont la ville de Tarbes est le chef-lieu, sera divisé en cinq districts, savoir, ceux de Tarbes, de Vic, de la Montagne, de Bagnères et des Quatre-Vallées. — 2° Les chefs-lieux des districts sont, Tarbes, Vic, Bagnères, Lourdes pour le tribunal de justice, et Argelès pour l'administration, et La Barthe de Nestes pour le siège de l'administration. — 3° L'assemblée des électeurs des Quatre-Vallées, tenue à La Barthe de Nestes, déterminera si le siège de la justice du district sera à La Barthe ou dans tout autre lieu. — 4° L'assemblée de département déterminera à la première session, s'il est convenable de former un sixième district à Trie ou dans toute autre ville du département, sauf, en faveur des villes de ce département qui n'ont pas de district, la répartition, s'il y a lieu, des établissements qui seront déterminés par la constitution ».

## Territoire
Le district de la Barthe recouvrait les Quatre-Vallées qui composaient l'ancienne baronnie de Labarthe :
- La Vallée d'Aure ;
- La Vallée de Barousse ;
- La Vallée de Magnoac ;
- La Vallée de Nestes.

## Subdivisions
Le district de la Barthe était composé de dix cantons :
- Le canton de la Barthe[C 1] comprenait seize communes : Arrodets, Avezac-Prat, Bazus-Neste, Escala, Esparros, Gazave, Izaux, Labarthe, Labastide, Laborde, Lortet, Mazouau, Montoussé, Montsérié, Mour et Saint-Arroman ;
- Le canton d'Arreau comprenait quinze communes : Ancizan[C 2], Arreau[C 3], Aulon[C 4], Barrancoueu[C 5], Bazus (aujourd'hui, Bazus-Aure)[C 6], Cadeac (aujourd'hui, Cadéac)[C 7], Cazaux (aujourd'hui, Cazaux-Debat)[C 8], Gouaux[C 9], Grezian (aujourd'hui, Grézian)[C 10], Guchen[C 11], Jezeau (aujourd'hui, Jézeau)[C 12], Lançon[C 13], Mont[C 14], Pailhac[C 15] et Ris[C 16] ;
- Le canton de Borderes[C 17] comprenait dix-huit communes : Adervielle, Anéran-Camors, Arauvielle, Armenteule, Avajan, Bareilles, Bordères-près-Arreau, Camors, Cazaux-Fréchet, Estarvielle, Fréchet, Génos, Germ, Ilhan, Loudenvielle, Loudervielle, Pouchergues et Vielle-Louron ;
- Le canton de Castelnau[C 18] comprenait vingt-et-une communes : Aries-Espénan, Barthe, Betbèze, Betpouy, Campuzan, Castelnau-Magnoac, Casterets, Cizos, Devèze, Espénan, Guizerix, Hachan, Haulon, Larroque, Monlong, Organ, Peyret-Saint-André, Puntous, Sariac, Thermes et Vieuzos ;
- Le canton de Mauleon[C 19] comprenait vingt-six communes : Anla, Antichan, Aveux, Bertren, Bramevaque, Cazarilh, Créchets, Esbareich, Ferrère, Gaudent, Gembrie, Ilheu, Izaourt, Loures, Luscan, Mauléon-Barousse, Ourde, Sacoué, Sainte-Marie, Saléchan, Samuran, Sarp, Siradan, Sost, Thèbe et Troubat ;
- Le canton de Monleon[C 20] comprenait treize communes : Arné, Bazordan, Caubous, Gaussan, Lalanne, Laran, Lassales, Monléon-Magnoac, Pouy, Réjaumont, Sabarros, Tajan et Villemur ;
- Le canton de Nestier comprenait dix communes : Aventignan, Bize, Bizous, Générest, Hautaget, Lombrès, Montégut, Nestier, Seich et Tibiran-Jaunac ;
- Le canton de Saint Laurent comprenait sept communes : Aneres (aujourd'hui, Anères)[C 21], Mazeres (aujourd'hui, Mazères-de-Neste)[C 22], Pinas[C 23], Saint Laurent (aujourd'hui, Saint-Laurent-de-Neste)[C 24], Saint Paul (aujourd'hui, Saint-Paul)[C 25], Tuzaguet (comprenant, jusqu'en 1957, Cantaous)[C 26],[C 27] et Uglas[C 28] ;
- Le canton de Sarrancolin comprenait huit communes : Ardengost[C 29], Aspin (aujourd'hui, Aspin-Aure)[C 30], Beirede ou Beirede et Jumet (aujourd'hui, Beyrède-Jumet)[C 31], Camous[C 32], Frechet (aujourd'hui, Fréchet-Aure)[C 33], Heches (aujourd'hui, Hèches)[C 34], Ilhet[C 35] et Sarrancolin[C 36] ;
- Le canton de Vielle[C 37] comprenait quinze communes : Aragnouet[C 38], Azet[C 39], Bourisp[C 40], Cadeilhau ou Cadeilhan (aujourd'hui, Cadeilhan-Trachère)[C 41], Campazau (aujourd'hui, Camparan)[C 42], Eus ou Ens (aujourd'hui, Ens)[C 43], Estensan, Grailhen, Guchan, Sailhan, Saint-Lary, Soulan, Tramezaïgues, Vielle-Aure et Vignec.

## Suppression
Les districts furent supprimés par l'article 5 de la Constitution du 5 fructidor an III (22 août 1795) qui instaura le Directoire.